# Variovorax defluvii
Variovorax delfuvii es una bacteria gramnegativa del género Variovorax. Fue descrita en el año 2012. Su etimología hace referencia a agua residual. Es aerobia y móvil por flagelación polar. Tiene un tamaño de 0,4-0,5 μm de ancho por 0,8-2 μm de largo. Forma colonias circulares, convexas, lisas y amarillas en agar R2A. Temperatura de crecimiento entre 8-37 °C, óptima de 28-32 °C. Catalasa y oxidasa positivas. Se ha aislado de aguas residuales del río Geumho en Corea del Sur. 